# Przebędowo Słupskie
Przebędowo Słupskie est une localité polonaise de la gmina rurale de Główczyce située dans le powiat de Słupsk en voïvodie de Poméranie. Elle se trouve à environ 28 km au nord-est de Słupsk et 87 km à l'ouest de la capitale régionale Gdańsk.

## Géographie

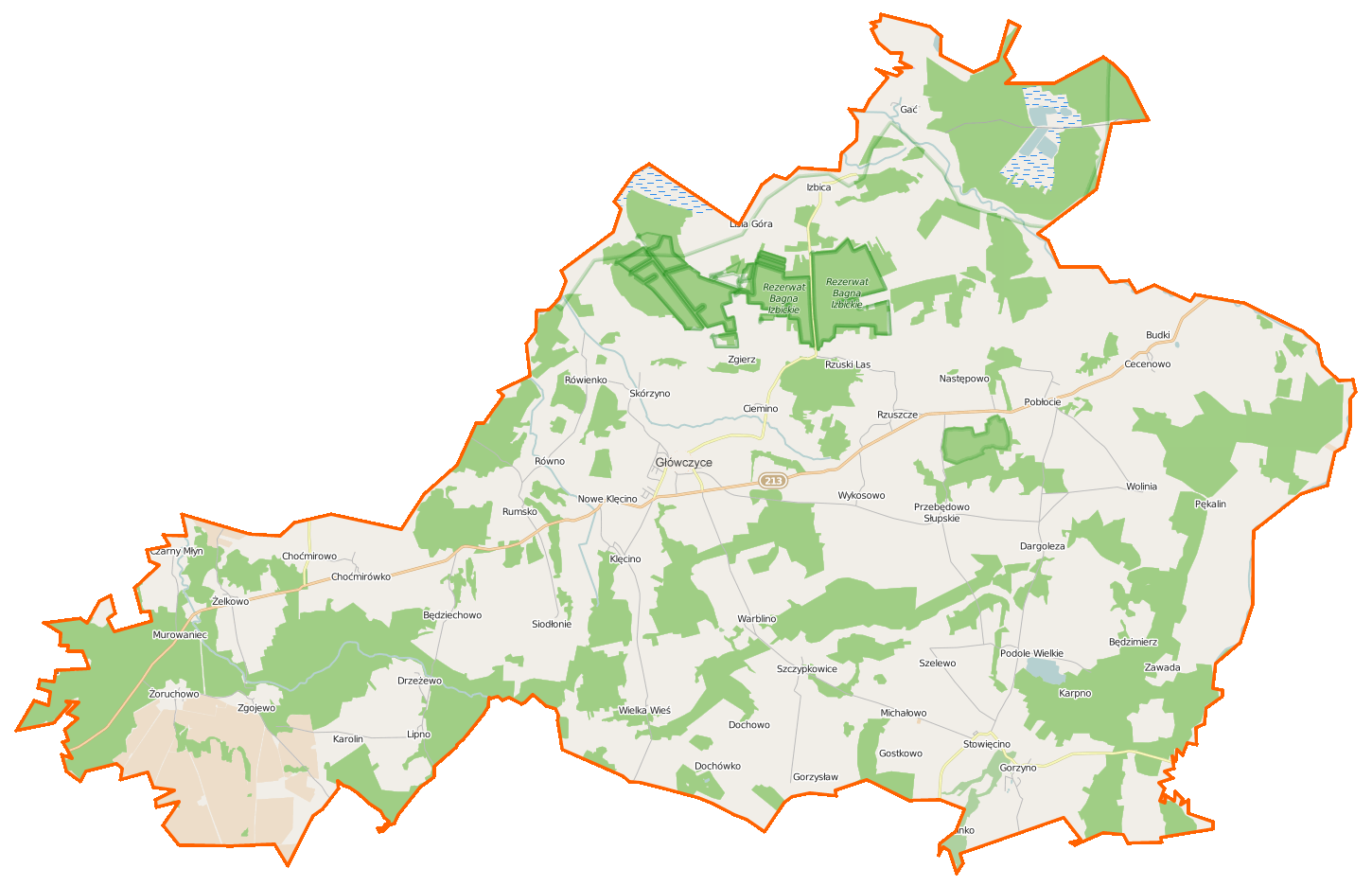
Carte de la gmina de Główczyce.